# Kórház a város szélén
A Kórház a város szélén (csehül Nemocnice na kraji města, szlovákul Nemocnica na okraji mesta) 1978-tól 1981-ig vetített csehszlovák televíziós filmsorozat, amelynek alkotói Jaroslav Dietl és Jaroslav Dudek. A forgatókönyvet Jaroslav Dietl írta. Az élőszereplős játékfilmsorozat rendezője Jaroslav Dudek. A főszereplőket Ladislav Chudík, Miloš Kopecký, Daniela Kolářová, Josef Abrhám, Eliška Balzerová és Josef Vinklář játszották. A zenéjét Jan Klusák szerezte. A tévéfilmsorozat a Československá televize gyártásában készült, és az Icestorm Entertainment forgalmazásában jelent meg. Műfaja filmdráma-sorozat.
Csehszlovákiában 1978 és 1981 között vetítették, majd egész Közép-Európában nagy sikernek örvendett. Magyarországon a Magyar Televízió vetítette kedd esténként és szombat délelőttönként az M1-en 1982-ben az 1. évad epizódjait. 1983 januárjától az M2-n volt látható délutánonként. 1983 májusától újra az M1 tűzte műsorára délutáni adáskezdettel az első 13 részt, és a 13. rész délutáni levetítése után rögtön főműsoridőben elkezdte sugározni a 2. évad első epizódját. Az új részek szintén kedd esténként voltak láthatóak szombati ismétléssel, és azóta is több csatornán többször (1990, 1993, 1998, 2003, 2014, 2015) ismételték nagy sikerrel a sorozatot. Az NSZK-ban Eliška Balzerová 1982. márciusában megkapta a Bambi-díjat a filmben nyújtott alakításáért.

## Szereplők
- Arnošt Blažej doktor, főorvos (Josef Abrhám; magyar hangja: Újréti László)
- Alžběta Čeňková (Sovová) doktornő (Eliška Balzerová; magyar hangja: Kovács Zsuzsa)
- Josef Štrosmajer doktor, megbízott főorvos (Miloš Kopecký; magyar hangja: Velenczey István)
- idősebb Karel Sova doktor, főorvos (Ladislav Chudík; magyar hangja: Szabó Ottó, 20 év múlva Kristóf Tibor)
- ifjabb Karel Sova doktor (Ladislav Frej; magyar hangja: Fülöp Zsigmond)
- Cvach doktor (Josef Vinklář; magyar hangja: Verebes Károly)
- Dana Králová doktornő, főorvos (Jana Štěpánková; magyar hangja: Császár Angela)
- Řehoř doktor (František Němec; magyar hangja: Versényi László)
- Marta Huňková-Pěnkavová nővér (Iva Janžurová; magyar hangja: Várhegyi Teréz, 20 év múlva Szabó Éva)
- Ina (Inka) Galušková (Jáchymová/Blažejová) nővér (Andrea Čunderlíková; magyar hangja: Kútvölgyi Erzsébet, 20 év múlva Kocsis Judit)
- Václav (Vašek) Pěnkava (Josef Dvořák; magyar hangja: Varga T. József)
- Roman Jáchym (Jaromír Hanzlík; magyar hangja: Balázsi Gyula)
- Jáchymová főnővér (Nina Popelíková; magyar hangja: Győri Ilona)
- Kateřina Sovová (Daniela Kolářová; magyar hangja: 1. évad: Kárpáti Denise, 2. évad és 20 év múlva: Görbe Nóra)
- Hana (Hanka) Sovová (Dana Vávrová; magyar hangja: ?)
- Alena Blažejová (Hana Maciuchová; magyar hangja: Kovács Nóra)
- Přemysl Rezek (Viktor Preiss; magyar hangja: Kovács István)
- Irena Štrosmajerová (Helga Čočková; magyar hangja: Földessy Margit)
- Pekař igazgató (Josef Somr; magyar hangja: Füzessy Ottó)
- Emma (Marie Motlová; magyar hangja: Sándor Iza)
- Vandas, az ezredes, Václav Pěnkava főnöke (Vladimír Menšík; magyar hangja: Láng József)
- Galuška, In(k)a apja (Josef Bláha; magyar hangja: Inke László)
- František Vrtiška doktor, főorvos (Ladislav Pešek; magyar hangja: Zenthe Ferenc)
- Fastová doktornő (Dana Medrická; magyar hangja: Tábori Nóra)
- Vojtěch Peterka doktor (Oldřich Kaiser; magyar hangja: Józsa Imre)
- Růžena Dobiášova (Stella Zázvorková; magyar hangja: Fónay Márta)
- Kovanda, Alena Blažejová apja (Jaroslav Moučka; magyar hangja: Gera Zoltán)
- Oldřiška (Alice Rodová; magyar hangja: ?)
- Bonifácová doktornő, aki félrekezeli Oldřiškát (Věra Budilová; magyar hangja: ?)
- Miroslav Machovec doktor (Tomáš Töpfer; magyar hangja: 1. évad: ? (1 epizód), 20 év múlva Gyabronka József)
- ifjabb Arnošt Blažej (20 év múlva) (Saša Rašilov; magyar hangja: Moser Károly)
- Jan Blažej (20 év múlva) (Ondřej Brousek; magyar hangja: Csőre Gábor)
- Eliška Králová (20 év múlva) (Zuzana Dřízhalová; magyar hangja: Solecki Janka)
- Hynek Klobouk doktor (20 év múlva) (Radek Zima; magyar hangja: Fekete Zoltán)
- Kamila Horvátová (Pěnkavová) (20 év múlva) (Gabriela Csinová; magyar hangja: Vadász Bea)
- Matěj Pěnkava (20 év múlva) (Aleš Říha; magyar hangja: Simonyi Balázs)
- Monika nővér (20 év múlva) (Adéla Pristášová; magyar hangja: Simonyi Piroska)
- Alexandra Machovcová doktornő (20 év múlva) (Barbora Hrzánová; magyar hangja: Major Melinda)
- Novosad doktor (20 év múlva) (Robert Jašków; magyar hangja: ?)
- Irena Součková, az igazgató titkárnője (20 év múlva) (Taťjana Medvecká; magyar hangja: Kiss Erika)
- Máša nővér (20 év múlva) (Naďa Konvalinková; magyar hangja: Juhász Judit)

További magyar hangok: Sáfár Anikó (Nővér), Kádár Flóra (Műtősnő), Báró Anna (Beteg), Hacser Józsa, Somogyvári Pál, Hámori Ildikó, Némethy Ferenc, Tolnai Miklós, Kenderesi Tibor, Gruber Hugó, Láng Balázs, Gyurity István, Sörös Sándor.

## Epizódok

### 1. évad
1. Az évforduló (1982. július 20., 20:00, kedd, M1)
2. Félelem (1982. július 27., 20:00, kedd, M1)
3. A vita (1982. augusztus 3., 20:00, kedd, M1)
4. A könyök (1982. augusztus 10., 20:00, kedd, M1)
5. A válás (1982. augusztus 17., 20:00, kedd, M1)
6. Gyermekrablás (1982. augusztus 24., 20:00, kedd, M1)
7. Emma (1982. augusztus 31., 20:00, kedd, M1)
8. A fészek (1982. szeptember 7., 20:00, kedd, M1)
9. Helycsere (1982. szeptember 14., 20:00, kedd, M1)
10. Az új főorvos (1982. szeptember 21., 20:00, kedd, M1)
11. Kibékülés (1982. szeptember 28., 20:00, kedd, M1)
12. Ütközés (1982. október 5., 20:00, kedd, M1)
13. Találkozás (1982. október 12., 20:00, kedd, M1)

### 2. évad
1. Reoperáció (1983. szeptember 6., 20:00, kedd, M1)
2. Másállapot (1983. szeptember 13., 20:00, kedd, M1)
3. Gyulladás (1983. szeptember 20., 20:00, kedd, M1)
4. A punkció (1983. szeptember 27., 20:00, kedd, M1)
5. Opponentúra (1983. október 4., 20:00, kedd, M1)
6. A gyulladás eredményei (1983. október 11., 20:00, kedd, M1)
7. Visszaszámlálás (1983. október 18., 20:00, kedd, M1)

## Folytatások

### 2003 Kórház a város szélén… 20 év múlva (Nemocnice na kraji města po dvaceti letech)
1. A titok
2. Család ellen nincs orvosság
3. Váratlan komplikációk
4. A másik család
5. A vallomás
6. A tisztogatás
7. A csapda
8. Menekülők
9. A kezdet
10. A két fiú
11. Lesz ez még így se
12. A diagnózis
13. Az ígéret

## Helyszín

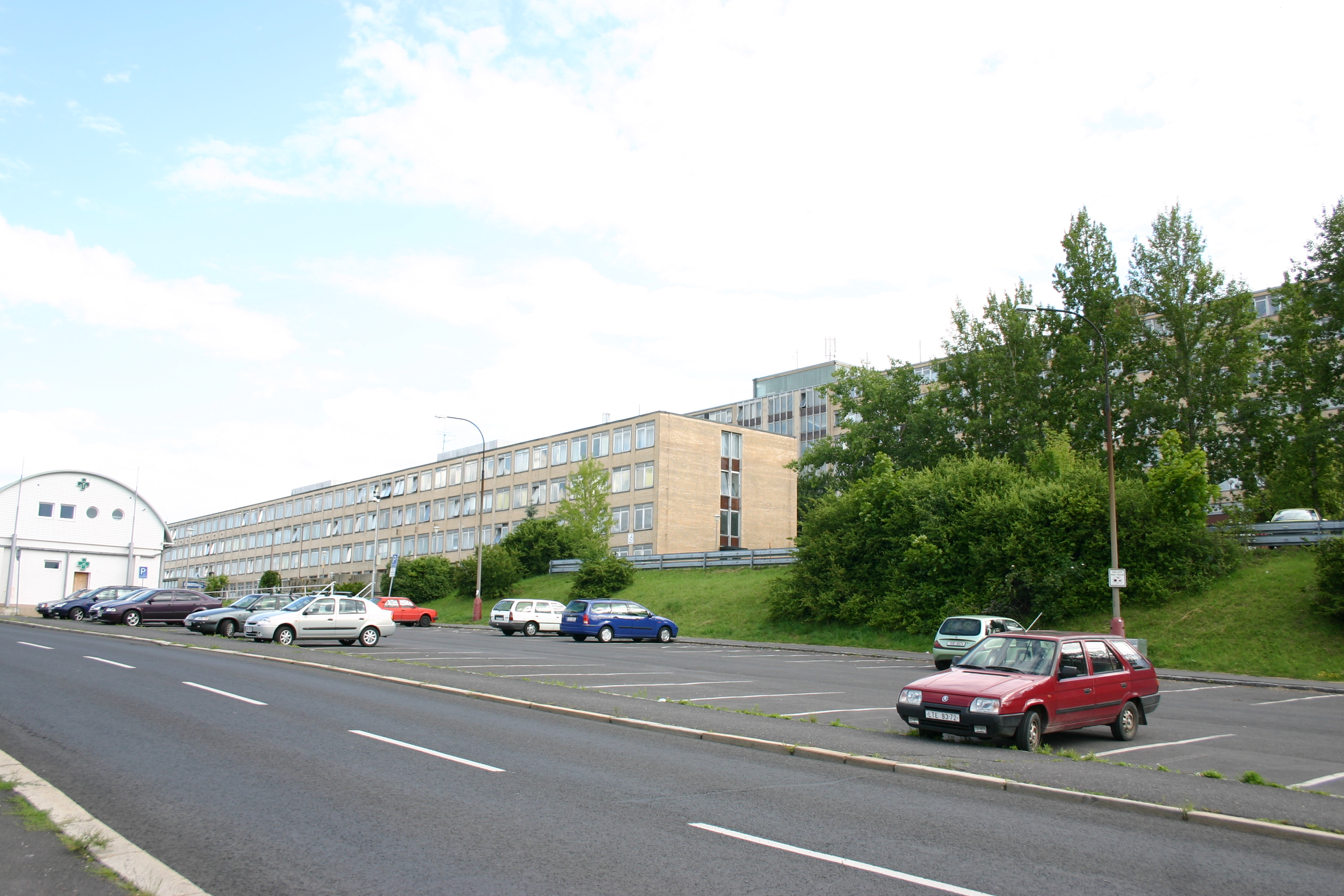
A mosti kórház oldalnézetből

A történet egy fiktív cseh kisváros, Bor kórházának baleseti sebészeti osztályán játszódik. A sorozatot a mosti kórházban forgatták.
„Jaroslav Dietl, aki a forgatókönyvet írta, jól ismerte a történet hátterét, a kórházi közeget. A mosti kórházban az elsők között ültettek be neki csípőprotézist, közelről tapasztalhatta meg az ortopédiai osztály életét, megismert több orvost és nővért, így mindegyikünknek pontos képet rajzolt a megformálandó figuráról. De hogy minden hibátlan legyen a filmben, volt egy mellénk rendelt, felügyelő orvos is, akitől remek szakmai tanácsokat kaptunk. A forgatás előtt még egy szakmai gyakorlaton is részt vettünk a mosti kórházban, mert az volt a modell. Engem a műtőbe osztottak be, ahol már csak azért is jól éreztem magam, mert nem ájultam el a vértől. Nyílt sebek bevarrásánál asszisztáltam, roncsolt izomszalagokat kellett széthúznom, hogy az orvos a seb mélyére láthasson. Egy-egy műtét után olyan fáradt voltam, hogy remegett a kezem. „Na, ezt kell látnia majd a nézőknek is!” – mondta a doki. De mindig megdicsért a végén. Előfordult az is, hogy én varrtam be a sebet. „Úgy bánt a tűvel és a cérnával, mintha hímzett volna!” – viccelődött a főorvos úr. Tizenkét öltés, tizenkét csomó. Kíváncsi lettem volna, hogyan reagált a sorozat láttán az a fiatal férfi, akinek én varrtam össze a sebét egy csúnya baleset után. Ha nézte a Kórházat, rá kellett jönnie, hogy Mostban én voltam az orvosa. Andrea Čunderlíkovával, aki Inka nővért játszotta, minden reggel, már nagyvizit előtt bent voltunk a kórházban, és precízen jegyzeteltünk, hogy később minden lényeges dologra kiterjedjen a figyelmünk.”

## Díjak és jelölések
- Bambi-díj (1982) – Eliška Balzerová részére a filmben nyújtott alakításáért